# Sofiane Milous
Sofiane Milous (Drancy, 1 juli 1988) is een Frans judoka die zijn vaderland vertegenwoordigde bij de Olympische Spelen van 2012 in Londen. Daar verloor hij op zaterdag 28 juli 2012 in de herkansingen van de klasse tot 60 kilogram van de Oezbeek Rishod Sobirov. Milous won in 2010 de Europese titel in dezelfde gewichtsklasse door in de finale af te rekenen met de Oostenrijker Ludwig Paischer.

## Erelijst

### Europese kampioenschappen
- 2010 Wenen, Oostenrijk (– 60 kg)